# Nesta Carter
Nesta Carter (født 10. november 1985) er en jamaicansk atletikudøver (sprinter), der vandt guld på 4 x 100 meter-distancen ved OL i Beijing 2008 som en del af det jamaicanske hold. Holdet, der udover Carter også bestod af Michael Frater, Usain Bolt og Asafa Powell, satte verdensrekord i tiden 37.10 sekunder. 
Carter var også en del af holdet der vandt sølv på samme distance ved VM i Osaka i 2007.